# Humaid bin Abdulaziz Al Nuaimi
Humaid bin Abdulaziz Al Nuaimi fut le dirigeant d'Ajman, l'un des États de la Trêve qui forment aujourd'hui les Émirats arabes unis (EAU), de 1910 à 1928. Son règne fut marqué par un conflit prolongé avec les Al Bu Shamis (en) et leur charismatique cheikh, Abdulrahman bin Muhammad Al Shamsi.

## Accession au pouvoir
Humaid bin Abdulaziz se trouvait à Mascate lorsqu'il apprit la nouvelle de la mort de son père lors d'une tentative de coup d'État. Il se précipita à Ajman pour consolider sa position en tant que nouveau dirigeant de l'émirat, obligeant le chef du coup, son cousin Mohammed bin Rashid Al Nuaimi, à fuir pour sauver sa vie.
L’un des premiers actes de Humaid, une fois établi au pouvoir, fut de répondre à une lettre plutôt condescendante du Résident britannique adressée à tous les cheikhs des États de la Trêve. Celle-ci leur ordonnait de ne conclure aucune concession pour les perles ou les éponges avec des agents étrangers. À cela, Humaid répondit : « Nous avons obéi à votre ordre et, si Dieu le veut, nous ne ferons rien de contraire à votre avis. » Un sentiment qui, cependant, ne devait pas durer.

## Prise du fort Ajman

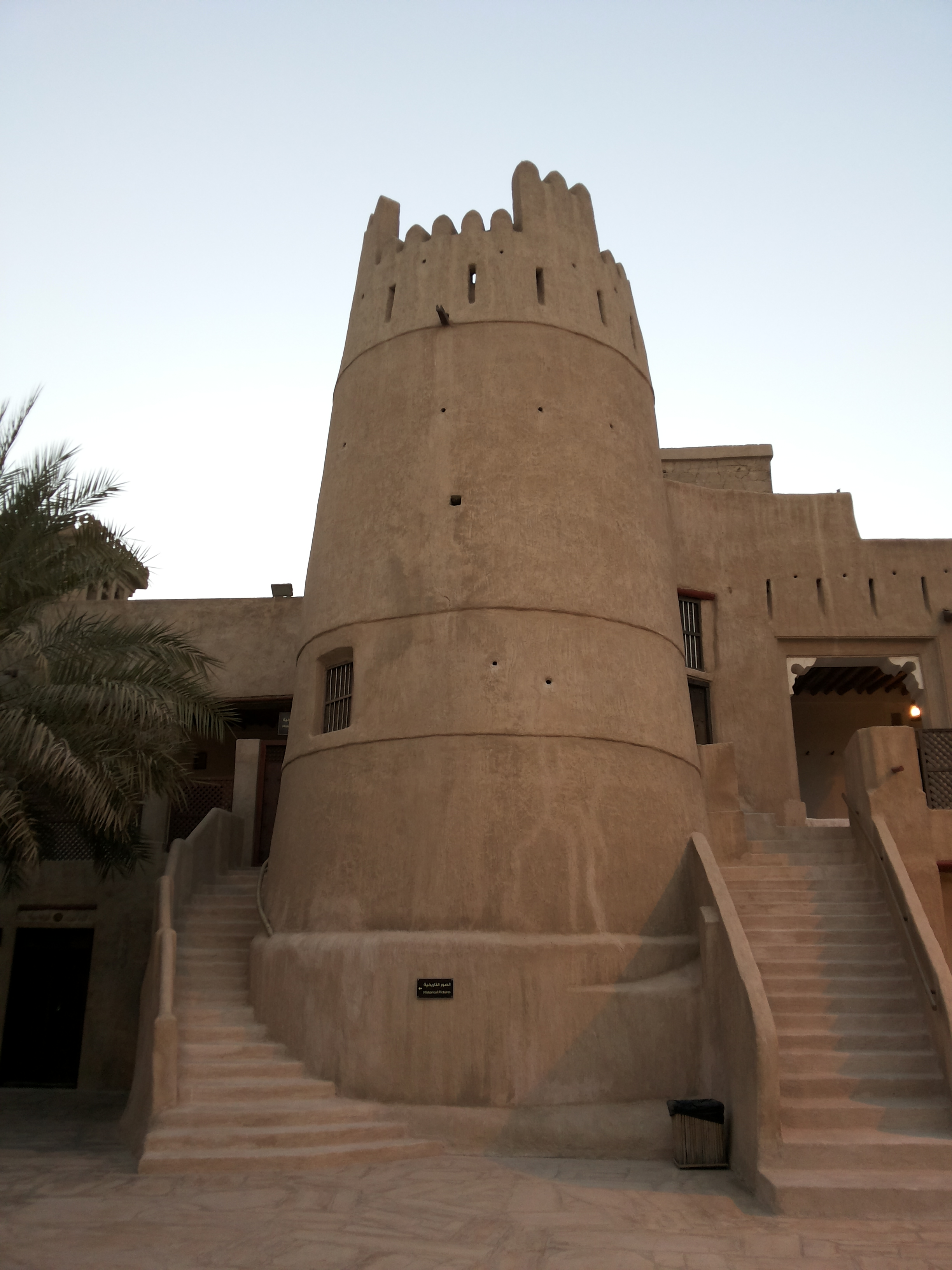
Fort d'Ajman

En juin 1920, le chef de la tribu Na'im (en) Al Bu Shamis (que les Na'im Al Bu Khuraiban avaient initialement déplacée lors de leur installation à Ajman en 1816), Abdulrahman bin Muhammad Al Shamsi (en) d'Al Heera (en), s'empara du fort d'Ajman. Il ne fut délogé qu'après l'intervention de l'agent résident britannique. 
Khalid bin Ahmad Al Qasimi (en)de Charjah leva une force conjointe avec Humaid bin Abdulaziz pour attaquer Abdulrahman à Al Heera. Une fois de plus, les Britanniques intervinrent et un accord fut conclu. Cet accord reconnaissait Abdulrahman comme un sujet de Khalid et l'engageait à ne plus causer de troubles.
À l'époque, Al Heera était un important village côtier de perliculture comptant environ 250 maisons. Abdulrahman, endetté envers plusieurs sujets britanniques, reçut la promesse d'un passage sûr de la part de l'agent résident britannique. Cependant, Humaid bin Abdulaziz l'empêcha de retourner à Al Heera. Après avoir passé un certain temps à Ru'us Al Jibal (à Oman) et à Al Khan (au sud de Sharjah), Abdulrahman fut autorisé à revenir à Al Heera en 1921 par le dirigeant de Sharjah, dans le cadre d’un règlement partiellement imposé par la présence du navire britannique HMS Triad sous le commandement du capitaine John Pearson. Cela déplut à Humaid bin Abdulaziz, qui n'en retira aucun avantage.

## Relations avec les britanniques
Irrité par leur médiation constante dans l'affaire d'Al Heera, Humaid défia les Britanniques à propos d’un certificat de manumission qu’il aurait prétendument déchiré. Refusant de monter à bord d’un navire britannique pour rencontrer le résident, et refusant également de payer une amende de 1 000 roupies qui lui avait été imposée, il fut finalement menacé de bombardement. Les navires HMS Crocus et HMS Cyclamen étant au large à ce moment-là, Humaid avertit les Britanniques qu’ils « en subiraient les conséquences » s’ils osaient bombarder son fort. Les tirs commencèrent, détruisant totalement une tour du fort et en réduisant une autre en ruines sous le feu des canons. Humaid finit par payer l’amende.
Au début de 1922, comme les autres cheikhs des États de la Trêve, Humaid signa un accord avec les Britanniques stipulant que toute concession pétrolière serait accordée uniquement à un représentant désigné par le gouvernement britannique. Cependant, aucune concession de ce type ne fut signée durant son règne.

## Coup d'état à Charjah
En janvier 1924, une nouvelle attaque contre Al Heera fut planifiée par Humaid et Khalid bin Ahmed. Les forces de Sharjah encerclèrent Al Heera, mais Humaid fut contraint par l’agent résident britannique de ne pas participer à l’action, et une trêve fut conclue. Abdulrahman fut contraint à l’exil, rejoignant son gendre dépossédé, Sultan bin Saqr Al Qasimi II (en), à Dubaï. Cependant, cette dernière offensive contre Al Heera excéda les habitants de Sharjah, qui appelèrent Sultan bin Saqr à revenir pour renverser Khalid bin Ahmed. Sultan bin Saqr reprit Sharjah après une bataille de 11 jours en novembre 1924, assurant ainsi que l’ennemi juré de Humaid, Abdulrahman, était désormais allié au puissant dirigeant de Sharjah.
Humaid se réjouit lorsque, en 1926, les Britanniques décidèrent d’exiler Abdulrahman d’Al Heera à Aden pour quatre ans. Bien qu’il ait été autorisé à revenir plus tôt, ce fut trop tard pour Humaid, qui mourut en 1928. Il fut alors remplacé par le cheikh Rashid bin Humaid Al Nuaimi III.